# أحمد بن قاسم الغامدي
 أحمد بن قاسم بن أحمد بن وافيه الغامدي: مدير عام هيئة الأمر بالمعروف والنهي عن المنكر في منطقة مكة المكرمة سابقاً، ومستشار «مركز علوم القرآن والسُّنَّة». 
تتلمذ على عدد من العلماء في فنون العلوم المختلفة. من الكتاب، له مقالات في عدة صحف ومجلات سعودية، وله عدد من البحوث الحديثية والفقهية والأصولية وعدد من الأرجوزات الشعرية في فنون مختلفة.

## سيرته وحياته

### مولده ونشأته
وُلد الغامدي في قرية مَحْضرة في منطقة الباحة بتاريخ 19 رمضان سنة 1384 هـ الموافق 21 يناير سنة 1965 م، التحق بمدرسة محضرة الابتدائية في بلاد غامد ودرس بها حتى نهاية الصف الخامس الابتدائي ثم أكمل الصف السادس الابتدائي بمدرسة «أبي أيوب الأنصاري» بجدة فأتم الابتدائية عام 1395 هـ، ودرس المرحلة المتوسطة في «ابن سيناء» بجدة فأتمها عام 1398 هـ، ودرس الثانوي بثانوية الشاطئ بجدة وأتمها عام 1401 هـ، ثم التحق بجامعة الملك عبد العزيز بجدة وتخرج منها عام 1406 هـ، عمل أثناء دراسته الجامعية في جمرك ميناء جده الإسلامي في وظيفة مراقب جمركي عام 1404 هـ وحتى عام 1406 هـ. 

### المؤهلات العلمية
- دكتوراه في الإدارة العامة والتخطيط الإستراتيجي من جامعة الإمباسادور الأمريكية عام 2009 م، بتقدير ممتاز.
- ماجستير في القانون التشريعي من جامعة الإمباسادور الأمريكية في القانون التشريعي عام 2007 م، بتقدير ممتاز.
- بكالوريوس في المحاسبة من كلية الاقتصاد والإدارة، جامعة الملك عبد العزيز عام 1986م.

### الحياة العملية
- مدير عام هيئة الأمر بالمعروف والنهي عن المنكر في منطقة مكة المكرمة  1427 هـ.
- رئيس هيئة الأمر بالمعروف والنهي عن المنكر في مكة المكرمة  1423 هـ - 1427 هـ.
- مدير إدارة القضايا والتحقيق في منطقة مكة المكرمة 6 / 8 / 1412هـ - 1423 هـ.[2]
- موظف في إدارة القضايا والتحقيق بفرع منطقة مكة المكرمة 1 / 2 / 1412 هـ.
- عضو في هيئة الأمر بالمعروف والنهي عن المنكر بمنطقة مكة المكرمة، 1410 هـ.
- مدير المكتب السري بهيئة الأمر بالمعروف والنهي عن المنكر في جدة 1409 هـ.
- رئيس مركز هيئة الأمر بالمعروف والنهي عن المنكر الرويس، بجدة 15 / 10 / 1408 هـ.
- عضو في هيئة الأمر بالمعروف والنهي عن المنكر بمدينة جدة 1408 هـ.
- مدرس في المعهد التجاري في المؤسسة العامة للتعليم الفني بمدينة جدة 1407 هـ - 1408 هـ.
- موظف في وزارة البرق والبريد والهاتف (وزارة الاتصالات وتقنية المعلومات حاليا) بالرياض 1406 هـ - 1407 هـ.
- مراقب جمركي في ميناء جدة الإسلامي من عام 1404 هـ - 1406 هـ.

### إجازته العلمية
تتلمذ على عدد من العلماء في فنون العلم المختلفة وقرأ عليهم الصحيحين والسنن الأربعة والمصطلح والأصول والمنطق والبلاغة والنحو والعروض والقافية والصرف والاشتقاق والتجويد والخط والفرائض والفقه والتوحيد والتفسير وغيرها من الفنون، ومن أبرز هؤلاء العلماء:
- عبد العزيز بن باز:  أخذ عنه جميع دروسه التي كان ينظمها في الجامع الكبير بعد الفجر وبعد مغرب الأحد من كل أسبوع والندوة الشهرية طيلة إقامته بالرياض من عام 1406هـ.
- محمد بن صالح العثيمين: أخذ عنه التفسير والفقه وغيرها بدروس متفرقة.
- عبد الرحمن محمد بن عمر بن عقيل الظاهري: أخذ عنه مجالس كثيرة في (الأصول في الفقه والأدب والمنطق والفلسفة).
- أبو تراب بن عبد الحق الهاشمي: قرأ عليه (في اللغة وفي الحديث موطأ الإمام مالك) وأجازة في الرواية عنه بإجازته المسماة «هداية الأحباب بإجازة الشيخ أبي تراب».
- عبد الله بن جبرين: أخذ عنه جميع دروسه التي كان ينظمها في الجامع الكبير بين المغرب والعشاء طيلة إقامته بالرياض من عام 1406 هـ.
- محمد علي بن آدم الأثيوبي: أخذ عنه ولازمه ثمان سنوات بمكة، وقرأ عليه (الكتب الستة في الحديث وكتب كثيرة في النحو والصرف والأصول والبلاغة والعروض والقافية والاشتقاق ومصطلح الحديث والمنطق)، وأجازه بما تصح له روايته وبما في ثبته المسمى «فتح الصمد لعبده محمد في أسانيد كتب العلم الممجد».
- «محمد عبد الله الصومالي»: أخذ عنه ولازمه اثني عشر عاما بمكة، وقرأعليه (الصحيحين مرتين والسنن بالمشاركة وعلل الحديث لأبن المديني وفي التفسير لابن كثير) وأجازة بما تصح له روايته عن مشايخه وبما يرويه عن شيخه الشيخ سليمان بن عبد الرحمن الحمدان بما في ثبته المسمى «إتحاف العدول الثقات بإجازة كتب الحديث والأثبات».
- «أحمد المرابط الشنقيطي»: قرأ عليه مدة إقامته بمكة في (النحو والصرف والبلاغة والأصول والمنطق) وأجازة بما تصح له روايته عن مشايخه.
- «محمد بن صالح التنبكتي»: قرأ عليه أربعة أعوام بالحرم المكي في (النحو والصرف).
- «محمد ولي بن الشيخ أحمد عمر الولوي»: قرأ عليه مدة إقامته بمكة في (النحو والصرف والبلاغة والأصول والمنطق والعروض والقافية) وأجازة بما تصح له روايته عن مشايخه.
- «د. محمد الخضر الناجي»: قرأ عليه بمكة في المنطق آداب البحث والمناظرة للشنقيطي وفي النحو ألفية بن مالك.
- د. عبد الله بن بيه:  قرأ عليه في الفقه المالكي من مختصر خليل ومن بداية المجتهد في الفقه المقارن، وفي الأدب الحماسة لأبي تمام.
- سعيد العبد الله:  أخذ عنه بمكة في القرآن، (قراءة حفص وشعبة وابن كثير لأكثر المصحف مع ضبط مسائل التجويد).
- «أحمد جابر جبران اليمني»: نزيل مكة، قرأ عليه في (النحو والصرف والحديث) وأجازة بما تصح له روايته عن مشايخه وبما أجازه به شيخه محمد ياسين الفاداني في ثبته المسمى «إتحاف المستفيد بغرر الأسانيد».
- إجازة في في الرواية من ربيع بن هادي بن عمير المدخلي، بما في ثبته المسمى «النهج البديع بأسانيد ومرويات الشيخ ربيع».
- إجازة في في الرواية من «يحي بن عثمان المدرس عظيم آبادي»،  بما في ثبته المسمى «النجم البادي».
- إجازة في في الرواية من عبد الله بن عبد العزيز العقيل، بما في ثبته المسمى «فتح الجليل».
- إجازة في في الرواية بما تصح له روايته من المحدث «محمد رافع ابن بصيري الأثيوبي».
- إجازة في في الرواية من «يوسف آدم علي الأثيوبي».
- إجازة في في الرواية من الشيخ «محمد أحمد سهل بن محفوظ الحاجيني الجاوي».
- إجازة في في الرواية من الشيخ «منصور خليل الخادمي اللاسمي الجاوي».
- إجازة في الرواية من الشيخ «أحمد علي بن محمد يوسف لاجبوري السورتي الحنفي».

كما قرأ متفرقات على مشايخ آخرين في فنون متعددة في القرآن وأصول الفقه وعلم الفلك والفرائض والتوحيد والنحو والمنطق وعلوم القرآن ومنهم: الشيخ عبد الله القصير، والشيخ عثمان الموريتاني، والشيخ عبد الصمد الأثيوبي، والشيخ عبد الله الشنقيطي، والشيخ إدريس الأثيوبي، والشيخ سعيد شفا الأثيوبي، والشيخ محمد البسام، والشيخ مصطفى الجيزاني.

## آراؤه

### النقاب ليس من الدين
صرَّح أحمد الغامدي، "بأن النقاب ليس من الدين، وأن كشف المرأة لوجهها وكفيها ليس بمحرم".

## انتقادات
انتقد عضو هيئة كبار العلماء الشيخ صالح اللحيدان، أحمد الغامدي، وقال: "أحمد الغامدي رجل سوء، وكانت أموره لا تُحمد أثناء رئاسته للهيئة في مكة، ويجب على الدولة معاقبته ومحاسبته".
ورد الشَّيخ اللحيدان مرة أخرى بخصوص فتوى أحمد الغامدي في إباحة كشف وجه المرأة: "هذا منكر، ودعوة شر، وأنت تدَّعي أنك طالب علم، فما تقول في حديث الخثعمية؟ وماذا تقول في حديث سفعاء الخدين؟".

## حواشٍ
1. ↑  مَحْضرة: بفتح الميم وسكون الحاء وفتح الضاد والراء: مجموعة قرى تقع شرقي الباحة بمسافة ثلاثة أكيال، يطلق عليها جميعاً هذا الأسم، ويقدر سكانها بألف نسمة وهم من قبيلة بني عبدالله بسراة غامد.